# Евсеев, Борис Тимофеевич
Борис Тимофеевич Евсеев (10 ноября 1951, Херсон) — русский писатель, вице-президент Русского ПЕН-центра. Заслуженный работник культуры Российской Федерации (2022). Лауреат Премии Правительства Российской Федерации в области культуры (2012) и ряда других премий.

## Биография
Родился 10 ноября в 1951 году в городе Херсон. Отец — русский, работник культуры; мать — украинка, школьная учительница. С шести лет играл на скрипке. Занимался музыкой. Окончил в 1971 году Херсонское музыкальное училище, далее учился в Москве — в институте имени Гнесиных (Российская академия музыки имени Гнесиных); в 1995 году окончил Высшие литературные курсы (Литературный институт имени А. М. Горького#История).
В своё время сильное впечатление на него произвёл Георгий Иванович Куницын, преподававший в Гнесинке эстетику. Под влиянием куницынских идей в 1974 году написал письмо в защиту А. Солженицына. После этого доступ в официальную печать ему был перекрыт. В том же году Евсеев написал свой первый рассказ о человеке, который расстреливал заключённых в тюрьме.
В 1978 году друзья Евсеева помогли опубликовать в самиздате двухтомник ранних произведений писателя. На жизнь зарабатывал музыкой. Одним из первых организовал в Москве циклы Открытых лекций протоиерея отца Александра Меня, проходившие ДК МЗАЛ (1987—1990).
В 1992 году Борис Тимофеевич был принят обозревателем в «Литературную газету», в 1999 году перешёл заместителем главного редактора в еженедельник «Книжное обозрение», а в 2001 году стал главным редактором издательства «Хроникёр». В настоящее время — профессор Института журналистики и литературного творчества, ведёт мастер-класс прозы, читает авторские лекции о современной русской литературе. Вице-президент Русского ПЕН-центр, член Союза писателей Москвы, Союза российских писателей. Один из основателей Союза российских писателей, делегат учредительного съезда 1991 года. Председатель жюри Всероссийской книжной премии «Чеховский дар» (2010, 2011); Всероссийской литературной премии В. В. Пассека (2013), Литературной премии им. Юрия Рытхэу (2014, 2016, 2018). С 1978 по 2003 гг. жил в посёлке Заречный Сергиево-Посадского района (Сергиево-Посадский район#Населённые пункты). С 2003 года живёт в Москве.
Борис Евсеев начал публиковаться с 1991 года. Первая книга стихов вышла в 1993 году. Лауреат литературных премий. Его произведения входили в шорт-листы «Русского Букера» (Список лауреатов и финалистов премии «Русский Букер»#2005), премии имени Ю. Казакова (Премия имени Юрия Казакова#Финалисты (шорт-лист 2004); «Ясной Поляны» (2007, 2015), «Большой книги» 2009; 2010, «Нонконформизм» (2014).
С 2003 года о прозе Евсеева написано несколько диссертаций, более 270 отдельных статей, рецензий, заметок, три книги. Два издания выдержала книга доктора филологических наук, ведущего научного сотрудника ИМЛИ РАН А. Ю. Большаковой «Феноменология литературного письма. О прозе Бориса Евсеева».
Проза, эссе и стихи Евсеева переводились и публиковались на английском, азербайджанском, арабском, голландском, немецком, польском, испанском, китайском, эстонском, японском и других языках.

## Общественная позиция
В 2022 году подписал письмо в поддержку российского военного вторжения на Украину.

## Книги
- «Сквозь восходящее пламя печали». Стихотворения. (М.: РБП, 1993, Федеральная целевая программа книгоиздания России)
- «Романс навыворот». Стихотворения. (М.: РБП, 1994, Федеральная целевая программа книгоиздания России)
- «Шестикрыл». Стихотворения. (Алматы: Жибек жолы, 1995) ISBN 5-7667-2900-6
- «Баран». Повести и рассказы. (М.: Хроникер, 2001) ISBN 5-8415-0019-8
- «Власть собачья». Повести и рассказы. (Екатеринбург: У-Фактория, 2003) ISBN 5-94799-263-9
- «Отреченные гимны». Роман. (М.: Хроникер, 2003) ISBN 5-901238-19-2
- «Русские композиторы». (Рассказы о жизни. Летопись творческого пути). (М.: Белый город, 2002, ежегодно переизд. до 2010) ISBN 978-5-7793-0427-6
- «Der Sturzflug des Falken». (Wien:Verlagshaus PEREPRAVA, 2004) ISBN 3-9501769-2-6
- «Романчик». Некоторые подробности мелкой скрипичной техники. (М.: Время, 2005) ISBN 5-9691-0077-3
- «Процесс воображения». Сто стихотворений и поэма. (М.: Б.С.Г.-ПРЕСС, 2006) ISBN 5-93381-204-8
- «Площадь Революции». Роман и рассказы. (М.: Время, 2007) ISBN 978-5-9691-0191-3
- «Чайковский, или Волшебное Перо». Повесть-сказка. (М.: Белый город, 2008) ISBN 978-5-7793-1423-7
- «Hekayələr». (Baki: BSU, Kitab aləmi, 2008) Y 4702060000-036-08
- «Лавка нищих». Русские каприччо. (М.: Время, 2009) ISBN 978-5-9691-0396-2
- «Евстигней». Роман. (М.: Время, 2010) ISBN 978-5-9691-0566-9
- «Красный рок». Повести. (М.: Эксмо, 2011) ISBN 978-5-699-50874-7
- «Пламенеющий воздух. История одной метаморфозы». Роман. (М.: Время, 2013) ISBN 978-5-9691-0872-1
- «Kitsas elulint». Novelle. (Tallinn: Loomingu Raamatukogu, 2014) ISBN 978-9949-514-67-0
- «Чайковский, или Волшебное Перо». Повесть-сказка. (М.: Энтраст Трейдинг, 2015) ISBN 978-5-386-07806-5 (Второе издание, расширенное и дополненное).
- «Офирский скворец». Роман-притча и рассказы. (М.: Эксмо, 2016) ISBN 978-5-699-86593-2
- «Казнённый колокол». Страсти по Донбассу. (М.: Эксмо, 2016) ISBN 978-5-699-92761-6
- «Банджо и Сакс». Рассказы. (М.: ЛитРес, 2017)
- «Сергиев лес». Рассказы. (М.: Эксмо, 2018) ISBN 978-5-04-091946-8
- «Очевидец грядущего». Роман. (М.: Эксмо, 2018) ISBN 978-5-04-098383-4
- «Чукотан». Три повести. (М.: PressPass, 2020) ISBN 978-5-6044361-5-8
- «Куклак Петра Великого». Повесть-сказка. (Екатеринбург: «Издательские решения». По лицензии Ridero, 2021) ISBN 978-5-0053-6279-7
- «Раб небесный». Рассказы и новеллы. (Екатеринбург: «Издательские решения». По лицензии Ridero, 2021) ISBN 978-5-0053-8592-5

## Основные публикации в журналах
- «Банджо и Сакс» Рассказы «Дружба народов», № 8, 1997[14]
- «Баран» Рассказ «Новый мир», № 3, 1998[15]
- «Я заставлю вас плакать, хорьки!» Рассказы. Дружба народов, № 1, 2000[16]
- «Задыхающийся мир» Стихи. Дружба народов, № 6, 2000[17]
- «Мощное падение вниз верхового сокола, видящего стремительное приближение воды, берегов, излуки и леса». Повесть-притча. Континент, № 103, 2000[18]
- «Ночной смотр» Повесть. «Литературная учёба», № 3, 2001
- «Мастер обезьяны» Рассказ. Новый журнал, № 225, 2001[19]
- «Отреченные гимны» Роман. Журнальный вариант. Дружба народов, № 11, 2002[20]
- «Отреченные гимны» Роман. Окончание. Журнальный вариант. Дружба народов, № 12, 2002[21]
- «Закон сохранения веса». Смятенные записки. (О Владимире Корнилове). «Вопросы литературы», № 5, 2003[22]
- «Слух» Рассказы. «Октябрь», № 1, 2004[23]
- «Романчик» Некоторые подробности мелкой скрипичной техники. Октябрь, № 2, 2005[24]
- «Узкая лента жизни» Рассказы. «Роман-газета», № 5, 2005[25]
- «Тайная жизнь имен» Рассказы. Октябрь, № 6, 2006 http://magazines.gorky.media/october/2006/6/ev5.html Архивная копия от 18 октября 2012 на Wayback Machine
- «Живорез» Рассказ. Новый мир, № 9, 2006 http://magazines.gorky.media/novyi_mi/2006/9/ev5.html Архивная копия от 1 сентября 2013 на Wayback Machine
- «Мясо в цене!..» Рассказы. Октябрь, № 9, 2008 http://magazines.gorky.media/october/2008/9/ev4.html Архивная копия от 10 ноября 2012 на Wayback Machine
- «Евстигней» Роман-версия. Журнальный вариант. Октябрь, № 5, 2010 http://magazines.gorky.media/october/2010/5/ev2.html Архивная копия от 10 ноября 2012 на Wayback Machine
- «Евстигней» Роман-версия. Окончание. Журнальный вариант. Октябрь, № 6, 2010 http://magazines.gorky.media/october/2010/6/ev2.html Архивная копия от 10 ноября 2012 на Wayback Machine
- «Евстигней» Роман. Роман-газета, № 17, 18, 2011
- «Под мостом» Рассказ. Октябрь, № 9, 2012 http://magazines.gorky.media/october/2012/9/e3.html Архивная копия от 16 ноября 2012 на Wayback Machine
- «Так приходит мирская святость. Разговор с Пушкиным». Эссе. Журнал Наследник, 6 июня, 2013 http://www.naslednick.ru/articles/culture/culture_568.html Архивная копия от 26 июля 2014 на Wayback Machine
- «Булгакъ» Эссе. Московская правда. Книга в Москве, № 9(685), 23.05.2013 https://vashhenkogen.livejournal.com/33492.html Архивная копия от 18 сентября 2021 на Wayback Machine
- «Личины и лик государства. Перечитывая „Путь жизни“ Льва Толстого». Эссе. Грани, № 245, 2013 http://www.liveinternet.ru/users/3991293/post278894654/ Архивная копия от 16 января 2014 на Wayback Machine
- «Письма слепым».  Рассказ. Дружба народов, № 4, 2014 http://magazines.gorky.media/druzhba/2014/4/6e.html Архивная копия от 14 февраля 2017 на Wayback Machine
- «В глубине текста». Рассказ. Лиterraтура (Еженедельный электронный литературный журнал), № 21, 2014 http://literratura.org/issue_prose/528-boris-evseev-v-glubine-teksta.html Архивная копия от 10 декабря 2014 на Wayback Machine
- «Лишнее ребро» (Los caballos caprichosos) Рассказ. Октябрь, № 11, 2014[26]
- «Русское каприччо» Повести и рассказы. Роман-газета, № 23, 2014
- «Офирский скворец» Роман. Юность, № 1, 2, 3, 2015[27]
- «Каждому по сладкой корюшке» Рассказ. Региональная Россия, № 1, 2015 с.78-85 https://regruss.ru/magazines/ Архивная копия от 8 октября 2021 на Wayback Machine https://www.facebook.com/evseev.b/posts/716061201854955:1
- «Гул земли» Рассказ. Юность, № 9, 2015 http://img1.liveinternet.ru/images/attach/c/8//4953/4953212_evseev.pdf Архивная копия от 23 июня 2016 на Wayback Machine
- «Славянокос» Рэп-раёк. Лиterraтура (Электронный литературный журнал) № 87, ноябрь 2016 http://literratura.org/issue_prose/2001-boris-evseev-slavyanokos.html Архивная копия от 25 ноября 2016 на Wayback Machine
- «Чукотан» Повесть. Октябрь, № 4, 2017 http://magazines.gorky.media/october/2017/4/chukotan.html Архивная копия от 8 июня 2017 на Wayback Machine
- «Скифская арфа» Рассказ. Лиterraтура (Электронный литературный журнал) № 139, май 2019 http://literratura.org/issue_prose/3317-boris-evseev-skifskaya-arfa.html Архивная копия от 29 декабря 2019 на Wayback Machine
- «Куклак Петра Великого». Главы из повести-сказки. Лиterraтура (Электронный литературный журнал) № 160, 15.05. 2020 http://literratura.org/prose/3814-boris-evseev-kuklak-petra-velikogo.html Архивная копия от 18 апреля 2021 на Wayback Machine
- «Кукушняк» Рассказ. «Литературная газета», № 22(6739) 03-06-2020 https://lgz.ru/article/-22-6739-03-06-2020/kukushnyak/ Архивная копия от 13 августа 2020 на Wayback Machine
- «Сокрушитель призраков». Рассказ. «Литературная газета» 2020 https://lgz.ru/zolotoezveno/proza/boris-evseev/ Архивная копия от 21 января 2021 на Wayback Machine
- «Кошка не ошибается никогда» (Русская проза и опережающее отражение действительности) Эссе. «Русская мысль», альманах, 2020 ISBN 978-5-00170-157-6[28]
- «Издёвочный слуга», «Осеннее безумие птиц». Рассказы. Нева, № 3, 2021 https://magazines.gorky.media/wp-content/uploads/2021/03/04-Evseev.pdf Архивная копия от 4 мая 2021 на Wayback Machine
- «Раб небесный» Рассказ. «Новый мир», № 3, 2021[29]
- «Духи Чукотки. Волжские воды. Снега Подмосковья». Журнал «Региональная Россия», № 11-12, 2020, стр.94-99[30]
- «Шутовской жезл». ПРОЛИТКУЛЬТ (Электронный литературный журнал) № 4, декабрь 2022 https://prolitcult.ru/evseev-jesters-rod

## Награды
- 1996 — Лауреат премии Артиада России за книгу «Шестикрыл»
- 2000 — Лауреат премии «Нового журнала» за рассказ «Власть собачья» (США)
- 2001 — Лауреат премии Артиада России за книгу «Баран»
- 2001 — Лауреат журнала «Литературная учеба» за повесть «Ночной смотр»
- 2005 — Лауреат Горьковской литературной премии за роман «Романчик»
- 2005 — Лауреат журнала «Октябрь» за роман «Романчик»
- 2010 — Лауреат премии «Венец» за книгу «Лавка нищих»
- 2011 — Лауреат «Бунинской премии» за книгу «Лавка нищих» и роман-версию «Евстигней»[31].
- 2011 — Почётная грамота Министерства культуры Российской Федерации «За большой вклад в развитие культуры»
- 2012 — Лауреат премии Правительства Российской Федерации в области культуры за роман-версию «Евстигней»
- 2015 — Почётный Знак Пловдивского Университета им. Паисия Хилендарского (Болгария)
- 2016 — Лауреат премии имени Валентина Катаева за роман «Офирский скворец» http://www.penrussia.org/new/2016/6436 Архивная копия от 15 февраля 2016 на Wayback Machine
- 2019 —  Серебро IV Евразийского литературного фестиваля фестивалей «ЛиФФт» в номинации «проза» (Баку)
- 2019 — Благодарность Главы Российского Императорского Дома «За высокополезные труды на поприще сохранения культурного наследия»
- 2019 — Лауреат Международной премии им. М. М. Ипполитова-Иванова «За выдающийся вклад в развитие мировой музыкальной культуры»
- 2020 — ГРАН-ПРИ конкурса им. Ю. Рытхэу за повесть «Чукотан»[32]
- 2020 — Лауреат премии «Литературной газеты» «ЗОЛОТОЕ ЗВЕНО» за рассказ «Сокрушитель призраков»[33]
- 25 августа 2022 — Заслуженный работник культуры Российской Федерации — за большой вклад в развитие отечественной культуры и искусства, многолетнюю плодотворную деятельность[34]

## Интервью последних лет
- «Острова в океане, или Кочки в болоте». «Независимая газета. НГ Ex-Libris», 29.10.2009 Архивная копия от 4 марта 2016 на Wayback Machine
- «Ямщики на подставе». «Российская газета», 28.07.2010 Архивная копия от 15 апреля 2021 на Wayback Machine
- «Евстигней» — роман о гении и музыкальном рабстве". Радио «Голос России», 04.08.2010 Архивная копия от 5 марта 2016 на Wayback Machine
- «Узел Евсеева». Портал «Живая литература», 02.09.2010 Архивная копия от 13 июня 2019 на Wayback Machine
- «Евстигней» — это поиски новой прозы". Еженедельник «Книжное обозрение», 05.10.2010 Архивная копия от 23 сентября 2015 на Wayback Machine
- «Хватит строгать Буратин!». «Независимая газета. НГ Ex-Libris», 11.11.2010 Архивная копия от 11 августа 2020 на Wayback Machine
- «Беспартийный неомодернист». Газета «Известия», 17.11.2010 Архивная копия от 13 июня 2019 на Wayback Machine
- «Консерватизм в искусстве прикрывает творческую немощь». Газета «Культура», № 43 (7755) 18-24 ноября 2010 Архивная копия от 5 марта 2016 на Wayback Machine
- «Красный фатум висит сейчас над Россией!». Еженедельник «Книжное обозрение», № 2(3326) 30.01.2012
- Интервью Агентству Синьхуа 09.12.2012
- «Пусть у читателей не угасает интерес к русской литературе и русскому искусству». Болгарский еженедельник «Соотечественник. Русия Днес», № 1, 4-10 января 2013 Архивная копия от 5 октября 2021 на Wayback Machine
- «Дар нераболепия». Газета «Московская правда. Книга в Москве», № 1(667) 16.01.2013
- «За частоколом премий не видно литературы». «Аргументы и факты», 17.07.2013 Архивная копия от 5 августа 2013 на Wayback Machine
- «Кто захочет, тот дойдет». Журнал «Современная библиотека», № 7(37)2013,октябрь
- «Рассказывание как один из смыслов жизни». Журнал «Культура и текст», № 2(15)2013(с.266-275) Архивная копия от 3 декабря 2013 на Wayback Machine
- «Борис Евсеев о сегодняшних проблемах российской культуры». «Аргументы недели», 06.12.2013 видеоконференция Архивная копия от 31 января 2014 на Wayback Machine
- «Русский язык и есть русская идея». Болгарский Вестник «Аz Буки», № 46 13-19 ноября 2014
- «Расселина времен». «Независимая газета. НГ Ex-Libris», 19.03.2015 http://www.ng.ru/ng_exlibris/2015-03-19/2_persona.html Архивная копия от 5 июля 2015 на Wayback Machine
- Борис Евсеев: «Литература — дар нераболепия». Газета «Известия», 23.11.2016 http://izvestia.ru/news/645967 Архивная копия от 24 ноября 2016 на Wayback Machine
- «Врата между двумя эпохами». Газета ЮАО г. Москвы «Южные горизонты», 03.03.2017 http://www.ugorizont.ru/2017/03/03/vrata-mezhdu-dvumya-epohami/ Архивная копия от 31 марта 2017 на Wayback Machine
- «Как остановить новый славянокос». Газета «Свободная Пресса». 28.05.2017 http://svpressa.ru/society/article/173272/?rss=1 Архивная копия от 3 ноября 2017 на Wayback Machine http://www.gumilev-center.ru/kak-ostanovit-novyjj-slavyanokos/ Архивная копия от 6 июня 2017 на Wayback Machine
- «Художественная проза — зеркало будущего». Интервью на портале Book.24 24.03.2019 https://book24.ru/bookoteka/5242519/ Архивная копия от 20 декабря 2019 на Wayback Machine
- «ПРЯМОВИ́ДЕНИЕ изменит мир». Интервью. «Ревизор» (Информационный портал о культуре в России и за рубежом) 24.04.2019 https://rewizor.ru/literature/interviews/boris-evseev-pryamovidenie-izmenit-mir/ Архивная копия от 4 мая 2021 на Wayback Machine

## Избранные статьи, рецензии о творчестве Б. Евсеева
- О. Александр Мень «Вместить невместимое». «Литературная газета», № 18, 29.04.1992
- Басинский Павел «Юроды и уроды». «Дружба народов», № 4, 1999[35]
- Красников Геннадий «Последние люди последних времен». «Литературная газета», № 12 (5827), 21.03.2001 Архивная копия от 11 сентября 2019 на Wayback Machine
- Глушковская Людмила «Лицом к дороге: О прозе Бориса Евсеева», «Вышгород»(Таллинн), № 5, 2002
- Басинский Павел «Бремя романа». «Литературная газета», № 6 (5911), 12-18 февраля, 2003 Архивная копия от 5 октября 2021 на Wayback Machine
- Бежин Леонид «Борис Евсеев. „Отреченные гимны“». «Новый журнал», № 232, 2003[36]
- Турков Андрей «О бесах и ангелах». Газета «Труд», № 108, 17.06.2003[37]
- ИМЛИ РАН: Круглый стол на тему: «Теория и современный литературный процесс. Проза Бориса Евсеева». («И вновь молва гудит». «Литературная Россия», № 23, 04.06.2004)
- Николаев Петр «Большая литература возвращается». «Литературная Россия», 2004
- Brążkiewicz Bartłomiej «Psychiatria radziecka jako instrument walki z opozycją polityczną w latach 1918—1984». «Europejskie Centrum Edukacyjne», Toruń 2004 (s. 157, 158, 161, 173)
- Белов Алексей «Пророки истинные и мнимые». «Московская правда», (Книга в Москве), № 6 (442), 14.02.2006
- Гонцов Сергей «Прибытие пироскафа». «НГ Ex-Libris», 16.03.2006 Архивная копия от 11 августа 2020 на Wayback Machine
- Ростовцева Инна «Другая книга (Борис Евсеев. Процесс воображения)». «Октябрь», № 7, 2006 http://magazines.gorky.media/october/2006/7/ro14.html Архивная копия от 10 ноября 2012 на Wayback Machine
- Мамедова Пери «Тенденции постмодернизма и реализма в творчестве Б. Евсеева». Опубликовано 23.02.2007 http://www.rusarticles.com/literatura-statya/tendencii-postmodernizma-i-realizma-v-tvorchestve-bevseeva-109015.html Архивная копия от 25 августа 2009 на Wayback Machine
- Умбрайт Ханнелоре «Проза Бориса Евсеева». Перевод с немецкого: Турчанинова Екатерина. «Октябрь», № 2, 2008 http://magazines.gorky.media/october/2008/2/ym15.html#top Архивная копия от 10 ноября 2012 на Wayback Machine
- Per-Arne Bodin Language, canonization and holy foolishness. Studies in postsoviet russian culture and the orthodox tradition. «Stockholm University», 2009 (p. 218—221) «ЯЗЫК, канонизация и святое безумие» su.diva-portal.org/smash/get/diva2:286695/FULLTEXT01 https://www.liveinternet.ru/users/rockgorshok/post235480349/ Архивная копия от 5 октября 2021 на Wayback Machine
- Александров Николай Книжечки. О «Лавке нищих». «Эхо Москвы», 28.01.2009 http://www.echo.msk.ru/programs/books/568893-echo/ Архивная копия от 1 февраля 2009 на Wayback Machine
- Астраханцева Варвара Финалист «Большой книги» — в Большом зале консерватории. «НГ Ex-Libris», 11.06.2009 http://www.ng.ru/fakty/2009-06-11/3_unas.html Архивная копия от 5 марта 2016 на Wayback Machine
- Тарасова Марина «Неисповедимые пути». «НГ Ex-Libris», 02.07.2009 http://www.ng.ru/kafedra/2009-07-02/4_evseev.html Архивная копия от 6 августа 2020 на Wayback Machine
- Аннинский Лев «Смех и слезы безладья». «Дружба народов», № 9, 2009 http://magazines.gorky.media/druzhba/2009/9/ann23.html Архивная копия от 19 сентября 2011 на Wayback Machine
- Звонарева Лола «Прозаические рифмы Бориса Евсеева». Газета «Культура», № 42 (7705), 29 октября — 11 ноября 2009 http://www.bigbook.ru/smi/detail.php?ID=8125 Архивная копия от 5 марта 2016 на Wayback Machine
- Архипов Юрий «Вмешательство музыки». «НГ Ex-Libris», 12.08.2010 http://www.ng.ru/lit/2010-08-12/5_evseev.html Архивная копия от 11 февраля 2019 на Wayback Machine.
- Русакова Елена «Новая жизнь Евстигнея Фомина». «Московская правда», (Книга в Москве), 05.10.2010 http://www.bigbook.ru/smi/detail.php?ID=10316 Архивная копия от 5 марта 2016 на Wayback Machine
- Дардыкина Наталья «Плач по украденной жизни». «Московский Комсомолец», № 25506, 23.11.2010 https://web.archive.org/web/20101126133829/http://www.mk.ru/culture/article/2010/11/22/546195-plach-po-ukradennoy-zhizni-.html
- Турков Андрей «Роман на вырост». «Частный Корреспондент», 24.01.2011 http://www.chaskor.ru/article/roman_-_na_vyrost_21951 Архивная копия от 27 января 2011 на Wayback Machine
- Наджиева Флора «Борис Евсеев: ключи к творчеству». «Русский язык в литература в Азербайджане», № 1, 2011, БСУ, Баку. https://repnin.livejournal.com/26869.html Архивная копия от 5 октября 2021 на Wayback Machine
- Киров Александр «Красное и чёрное». «Московская правда», (Книга в Москве), № 28(643), 13.09.2011 http://old.mospravda.ru/downloads/Kniga-13.pdf Архивная копия от 28 августа 2013 на Wayback Machine
- Аннинский Лев «Безумие жизни, или Орнитология Евсеева». «Частный Корреспондент», 04.10.2011 http://www.chaskor.ru/article/bezumie_zhizni_ili_ornitologiya_evseeva__25093 Архивная копия от 27 ноября 2018 на Wayback Machine
- Архипов Юрий «Много пишущих — мало читающих». «Литературная газета», № 52(6352), 28.12.2011 https://web.archive.org/web/20120119183839/http://www.lgz.ru/article/17996/
- Кулаковская Евгения «В ожидании чуда». «Московская правда», (Книга в Москве), № 113(27413), 31.05.2013 https://web.archive.org/web/20130829080039/http://mospravda.ru/book_moscow/article/v_ojidanii_chyda
- Киров Александр «В прямом эфире Борис Евсеев». «НГ Ex-Libris», 20.06.2013 http://www.ng.ru/ng_exlibris/2013-06-20/5_evseev.html Архивная копия от 6 марта 2016 на Wayback Machine
- Сурганова Татьяна «Люди Земли и эфира». «ЧасКор — Буквоід», 27.08.2013 http://books.vremya.ru/main/3139-boris-evseev-plameneyuschiy-vozduh-lyudi-zemli-i-efira.html Архивная копия от 5 октября 2021 на Wayback Machine http://bukvoid.com.ua/digest/2013/08/27/085606.html Архивная копия от 3 декабря 2013 на Wayback Machine
- Гаршина-Дюрам Любовь «О романе Б.Евсеева „Пламенеющий воздух“». «KONTINENT media group», 10.12.2013 (США) http://kontinentusa.com/o-romane-b-evseeva-plameneyushhij-vozdux/ Архивная копия от 16 января 2014 на Wayback Machine
- Супоницкая Ксения «Размышляя над книгой о Евстигнее…». «Музыкальная Академия», № 1, 2014 http://books.vremya.ru/main/3682-statya-v-zhurnale-muzykalnaya-akademiya-o-romane-borisa-evseeva-evstigney.html#.U39L58Y0n88.livejournal Архивная копия от 4 марта 2016 на Wayback Machine
- Рогова Анастасия «Сказка о Петре Ильиче». Как рассказать детям о великом композиторе. «Российская газета» — Федеральный выпуск, № 6565(293), 23.12.2014 http://www.rg.ru/2014/12/24/kniga.html Архивная копия от 12 января 2015 на Wayback Machine
- Кулаковская Евгения «Сила незримого». Об «Офирском скворце». «НГ Ex-Libris», 14.05.2015 http://www.ng.ru/lit/2015-05-14/7_kulak.html Архивная копия от 22 мая 2015 на Wayback Machine
- Рогова Анастасия «Туман, Тревога и Отечество». «ПРОЧТЕНИЕ», 16.09.2015 http://prochtenie.ru/reviews/28363 Архивная копия от 21 января 2018 на Wayback Machine
- "Вышла новая книга Бориса Евсеева «Офирский скворец». «Российская газета», 15.04.2016 http://rg.ru/2016/04/15/vyshla-novaia-kniga-borisa-evseeva-ofirskij-skvorec.html Архивная копия от 9 октября 2017 на Wayback Machine
- Киров Александр «Притчи о времени». Новый роман «Офирский скворец» и десять рассказов Бориса Евсеева. «Подлинник», 11.05.2016 https://web.archive.org/web/20160605114208/http://podlinnik.org/literaturnyi-resurs/literaturovedenie/1662-pritchi-o-vremeni.html
- Ревякина А. А. «„Расселина времен…“: о новой прозе Б. Т. Евсеева». Аналитический обзор. «Центр гуманитарных научно-информационных исследований» — М.: ИНИОН РАН, 2016. № 4 (дата публикации 07.11.2016) https://cyberleninka.ru/article/n/2016-04-020-rasselina-vremen-o-novoy-proze-b-t-evseeva-analiticheskiy-obzor/viewer Архивная копия от 5 октября 2021 на Wayback Machine
- Пимонов Владимир «Колокольная для Донбасса». Рецензия на книгу «Казненный колокол». Портал «Новости литературы», март 2017 http://lit-ra.info/retsenzii-na-knigi/retsenziya-na-knigu-kaznennyy-kolokol-borisa-evseeva/ Архивная копия от 15 мая 2017 на Wayback Machine
- Нечипоренко Юрий «Мерцающая война — отражение в современной прозе». «Перемены» — толстый веб-журнал, 05.04.2017 http://www.peremeny.ru/blog/20649 Архивная копия от 12 мая 2017 на Wayback Machine
- Трапезников Александр «Страсти по Донбассу». «Литературная Россия», 14.04.2017[38]
- Большакова Алла «Казненный колокол». «Литературная газета», 19.04.2017 http://www.lgz.ru/article/-15-6594-19-04-2017/kaznyennyy-kolokol/ Архивная копия от 14 мая 2017 на Wayback Machine
- Пимонов Владимир «Роман Бориса Евсеева обещает прозрение и спасение». Статья. «Ревизор». Информационный портал о культуре в России и за рубежом. 27.03.2019 http://www.rewizor.ru/literature/reviews/roman-borisa-evseeva-obeshchaet-prozrenie-i-spasenie/ Архивная копия от 20 декабря 2019 на Wayback Machine
- Смирнова Варя «Таинство народности». Представление книг из серии «Странствия души. Проза Бориса Евсеева». Круглый стол. Литературная газета № 37(6704)11.09.2019 https://lgz.ru/article/-37-6704-11-09-2019/tainstvo-narodnosti/ Архивная копия от 20 декабря 2019 на Wayback Machine
- Кулаковская Евгения «Ледожар Бориса Евсеева». Рецензия на книгу «Чукотан». «Ревизор». Информационный портал о культуре в России и за рубежом. 01.09.2020 https://rewizor.ru/literature/reviews/ledojar-borisa-evseeva/ Архивная копия от 4 мая 2021 на Wayback Machine
- Яковлев Лев «Непросто человеком быть». О книге «Куклак Петра Великого» Архивная копия от 7 марта 2017 на Wayback Machinehttps://lgz.ru/article/29-6794-21-07-2021/neprosto-chelovekom-byt/ Архивная копия от 5 сентября 2021 на Wayback Machine

## Книги о творчестве Б.Евсеева
- Большакова, Алла Юрьевна. Феноменология литературного письма. О прозе Бориса Евсеева. — М.: МАКС Пресс, 2004, 2-е изд. испр. и доп.. — 140 с. — ISBN 5-317-00995-2.
- Киров, Александр Юрьевич. Русские каприччо Бориса Евсеева. — М.: Хроникёр, 2011. — 80 с. — ISBN 978-5-901238-62-2.
- Кулаковская, Евгения Ивановна. Звук времени. Онтопоэтика прозы Бориса Евсеева: Монография. — М.: Совпадение, 2017. — 192 с. — ISBN 978 5-9500565-1-2.